# Juan Carlos Zabala
Juan Carlos Zabala, argentinski atlet, * 11. oktober 1911, Rosario, Santa Fe, Argentina, † 24. januar 1983, Buenos Aires, Argentina.
Zabala je nastopil na poletnih olimpijskih igrah v letih 1932 v Los Angelesu in 1936 v Berlinu. Največji uspeh kariere je dosegel na igrah leta 1932 z osvojitvijo naslova olimpijskega prvaka v maratonu. Leta 1936 je v maratonu odstopil, v teku na 10000 m pa je zasedel šesto mesto. Leta 1931 je zmagal na maratonu v Košicah.